# Тасіл
Тасіл (англ. Tasil, араб. تسيل) — місто в Сирії, адміністративний центр друзької общини в нохії Тасіл, яка входить до складу  мінтаки Ізра в південній сирійській мухафазі Дара.